# Rugby en España 1973
El Campeonato Nacional de Liga de Rugby era ya un gran éxito y había crecido en cuatro años de forma exponencial. Desde los 6 equipos de 1970, los 8 en 1971 y 1972, se pasaba en 1973 a 18 equipos divididos en dos divisiones. Todas la federaciones regionales deseaban tener algún club de su afiliados en la Liga Nacional, y la ligas regionales eran cada vez más competidas. El calendario de partidos se había ampliado en gran medida y adelantado para poder acoger a la competición. De empezar en los años 60 las competiciones oficiales en diciembre, en 1973, los partidos ya estaban en marcha a principios de octubre. También el torneo de copa había sido ampliado y de 4 equipos había pasado a 16. Sin embargo dos competiciones se perdieron en 1973, la Copa FER y la Copa Ibérica.

De nuevo los grandes favoritos eran los madrileños, catalanes y vascos, con permiso de los pucelanos del El Salvador.
CUADRO DE HONOR
| TORNEO                              | CAMPEÓN                      | SUBCAMPEÓN                             |
| ----------------------------------- | ---------------------------- | -------------------------------------- |
| VI Campeonato Nacional de Liga 1.ªD | Canoe Natación Club          | Club Deportivo Arquitectura            |
| XL Campeonato España (Copa)         | Club Atlético San Sebastián  | Club Deportivo Arquitectura            |
| II Campeonato Nacional de Liga 2.ªD | Colegio Mayor Cisneros       | Club Deportivo Arquitectura de Sevilla |
| IV Trofeo Ascenso a Liga Nacional   | Club Olímpico-64 Madrid      | Sevilla Club de Fútbol                 |
| X Campeonato España Juvenil         | Colegio San José             | Club Deportivo Arquitectura            |
| Liga Catalana 1.ªD                  | C.R. La Salle-Bonanova       | Facultad de Medicina                   |
| Liga de Madrid 1.ªD                 | Club Olímpico-64 Madrid      | Liceo Francés Madrid                   |
| Liga Vasco-Navarra                  | Hernani Club de Rugby        | Rugby Club Irún                        |
| Liga Vizcaya                        | Bilbao Rugby Club            | Club Deportivo Derecho de Bilbao       |
| Liga Valenciana                     | XÈ-15 EPLA Valencia          | Club Náutico de Cullera                |
| Liga Andaluza                       | Sevilla Club de Fútbol       | Real Betis Balompié                    |
| Liga Asturias-León                  | CAU Oviedo                   | C.D. Hispánica de León                 |
| Copa FIRA 1.ª División              | Selección de rugby de España | 3.ª posición                           |

## Competiciones Nacionales

### VI Campeonato Nacional de Liga 1.ª División
Un año más y a pesar de la participación de cinco equipos catalanes, como favoritos partían los madrileños del Canoe (campeones de liga de 1972) y los donostiarras del Atlético San Sebastián (campeones de la copa de 1972). A ellos se podía sumar El Salvador, subcampeón de liga los dos años anteriores y preparados para intentar conquistarla por primera vez. La Samboyana, terceros en 1972 y el Natación Barcelona, subcampeón de copa, eran las bazas más fuertes del quinteto catalán, sin olvidar al siempre impredecible Barça. Arquitectura, Universitario,CAU y Cornellá, tratarían de evitar el descenso e intentarían ser el equipo sorpresa del año.

#### Resultados
De nuevo al aumentarse el número de jornadas, el inicio de la liga se adelantó un par semanas antes, el 15 de octubre de 1972. los dos primeros meses transcurrieron dentro de lo previsto, el Canoe mandando en la clasificación habiendo cedido sólo un empate en el campo de la Samboyana. estos y el Natación Barcelona perseguían a los madrileños en un buen inicio de temporada. Al final de la tabla Cornellá y Sitari se nominaban para luchar por evitar el descenso. Sin embargo en la 7.ª jornada saltó la primera sorpresa con la victoria a domicilio (aunque ambos equipos eran locales en el mismo campo) del Arquitectura sobre el líder, lo que apretaba la tabla en la zona superior. Al final de 1972 y con más de la mitad de la temporada cumplida, el Canoe seguía comandando la tabla, seguido por La Escuela, que se había perdido tres partidos que a la postre serían muy importantes. Samboyana, CAU y Barça les seguían con 6 victorias. Hasta febrero ambos clubs madrileños no cejaron en su lucha y ganaron todos sus partidos destacándose de sus perseguidores, los canoistas con 13 victorias y un empate, los arquitectos con 12 victorias. En la jornada 16 del 11 de febrero se disputó en la Ciudad Universitaria de Madrid el partido decisivo. Esta vez el Canoe, jugando de visitante, se llevó el triunfo, por 6-16, encarrilando así su tercera liga consecutiva. La Escuela debía conformarse con un merecido subcampeonato. También en la parte baja de la tabla estaba todo decidido, el Sitari era casi ya equipo de 2.ª división y el Cornellá tendría que jugar la promoción para mantenerse en 1.ª. La derrota del Arquitectura en Valladolid (18-16), aseguró matemáticamente el título para el Canoe a u na jornada del final de la liga.
| Resultados 1.ª División IDA        | Resultados 1.ª División IDA  | Resultados 1.ª División IDA | Resultados 1.ª División IDA  |
| Ciudad                             | Local                        | Resultado                   | Visitante                    |
| ---------------------------------- | ---------------------------- | --------------------------- | ---------------------------- |
| 1.ª Jornada (15 octubre de 1972)   |                              |                             |                              |
| Valladolid                         | Colegio El Salvador          | 19-23                       | Club Deportivo Universitario |
| Madrid                             | Club Deportivo Arquitectura  | 19-6                        | Club de Fútbol Barcelona     |
| Barcelona                          | Club Natación Barcelona      | 10-15                       | Unión Deportiva Samboyana    |
| Barcelona                          | Rugby Club Cornellà          | 3-6                         | CAU Madrid Rugby Club        |
| Madrid                             | Canoe Natación Club          | 22-13                       | Club Atlético San Sebastián  |
| 2.ª Jornada (22 octubre de 1972)   |                              |                             |                              |
| Barcelona                          | Club Deportivo Universitario | 0-28                        | Canoe Natación Club          |
| Barcelona                          | Club de Fútbol Barcelona     | 20-0                        | Colegio El Salvador          |
| Barcelona                          | Unión Deportiva Samboyana    | 13-9                        | Club Deportivo Arquitectura  |
| Madrid                             | CAU Madrid Rugby Club        | 10-10                       | Club Natación Barcelona      |
| Madrid                             | Club Atlético San Sebastián  | 4-0                         | Rugby Club Cornellà          |
| 3.ª Jornada (29 octubre de 1972)   |                              |                             |                              |
| Barcelona                          | Club Deportivo Universitario | 4-12                        | Club de Fútbol Barcelona     |
| Barcelona                          | Club Natación Barcelona      | 34-12                       | Club Atlético San Sebastián  |
| Valladolid                         | Colegio El Salvador          | 27-3                        | Unión Deportiva Samboyana    |
| Madrid                             | Canoe Natación Club          | 27-0                        | Rugby Club Cornellà          |
| Madrid                             | Club Deportivo Arquitectura  | 7-11                        | CAU Madrid Rugby Club        |
| 4.ª Jornada (5 noviembre de 1972)  |                              |                             |                              |
| Barcelona                          | Club de Fútbol Barcelona     | 6-15                        | Canoe Natación Club          |
| Barcelona                          | Unión Deportiva Samboyana    | 21-0                        | Club Deportivo Universitario |
| San Sebastián                      | Club Atlético San Sebastián  | 12-25                       | Club Deportivo Arquitectura  |
| Madrid                             | CAU Madrid Rugby Club        | 0-15                        | Colegio El Salvador          |
| Barcelona                          | Rugby Club Cornellà          | 6-19                        | Club Natación Barcelona      |
| 5.ª Jornada (12 noviembre de 1972) |                              |                             |                              |
| Barcelona                          | Club de Fútbol Barcelona     | 4-16                        | Unión Deportiva Samboyana    |
| Barcelona                          | Club Deportivo Universitario | 10-19                       | CAU Madrid Rugby Club        |
| Madrid                             | Club Deportivo Arquitectura  | 32-0                        | Rugby Club Cornellà          |
| Madrid                             | Canoe Natación Club          | 22-4                        | Club Natación Barcelona      |
| Valladolid                         | Colegio El Salvador          | 10-19                       | Club Atlético San Sebastián  |
| 6.ª Jornada (19 noviembre de 1972) |                              |                             |                              |
| Barcelona                          | Unión Deportiva Samboyana    | 3-3                         | Canoe Natación Club          |
| Madrid                             | CAU Madrid Rugby Club        | 3-13                        | Club de Fútbol Barcelona     |
| San Sebastián                      | Club Atlético San Sebastián  | 38-0                        | Club Deportivo Universitario |
| Barcelona                          | Rugby Club Cornellà          | 8-12                        | Colegio El Salvador          |
| Barcelona                          | Club Natación Barcelona      | 12-9                        | Club Deportivo Arquitectura  |
| 7.ª Jornada (26 noviembre 1972)    |                              |                             |                              |
| Barcelona                          | Unión Deportiva Samboyana    | 6-10                        | CAU Madrid Rugby Club        |
| Barcelona                          | Club de Fútbol Barcelona     | 10-9                        | Club Atlético San Sebastián  |
| Barcelona                          | Club Deportivo Universitario | 0-11                        | Rugby Club Cornellà          |
| Valladolid                         | Colegio El Salvador          | 10-15                       | Club Natación Barcelona      |
| Madrid                             | Canoe Natación Club          | 0-15                        | Club Deportivo Arquitectura  |
| 8.ª Jornada (16 enero 1972)        |                              |                             |                              |
| Madrid                             | Canoe Natación Club          | 30-0                        | CAU Madrid Rugby Club        |
| San Sebastián                      | Club Atlético San Sebastián  | 16-0                        | Unión Deportiva Samboyana    |
| Barcelona                          | Rugby Club Cornellà          | 0-4                         | Club de Fútbol Barcelona     |
| Barcelona                          | Club Natación Barcelona      | 30-3                        | Club Deportivo Universitario |
| Madrid                             | Club Deportivo Arquitectura  | 17-3                        | Colegio El Salvador          |
| 9.ª Jornada (10 diciembre de 1972) |                              |                             |                              |
| Madrid                             | CAU Madrid Rugby Club        | 4-0                         | Club Atlético San Sebastián  |
| Barcelona                          | Unión Deportiva Samboyana    | 10-3                        | Rugby Club Cornellà          |
| Barcelona                          | Club de Fútbol Barcelona     | 11-3                        | Club Natación Barcelona      |
| Barcelona                          | Club Deportivo Universitario | 0-14                        | Club Deportivo Arquitectura  |
| Valladolid                         | Colegio El Salvador          | 3-4                         | Canoe Natación Club          |

| Resultados 1.ª División VUELTA       | Resultados 1.ª División VUELTA | Resultados 1.ª División VUELTA | Resultados 1.ª División VUELTA |
| Ciudad                               | Local                          | Resultado                      | Visitante                      |
| ------------------------------------ | ------------------------------ | ------------------------------ | ------------------------------ |
| 10.ª Jornada (17 diciembre de 1972)  |                                |                                |                                |
| Barcelona                            | Club Deportivo Universitario   | 0-19                           | Colegio El Salvador            |
| Barcelona                            | Club de Fútbol Barcelona       | 8-35                           | Club Deportivo Arquitectura    |
| Barcelona                            | Unión Deportiva Samboyana      | 16-9                           | Club Natación Barcelona        |
| Madrid                               | CAU Madrid Rugby Club          | 4-3                            | Rugby Club Cornellà            |
| San Sebastián                        | Club Atlético San Sebastián    | 15-30                          | Canoe Natación Club            |
| 11.ª Jornada (7 de enero de 1973)    |                                |                                |                                |
| Madrid                               | Canoe Natación Club            | 50-4                           | Club Deportivo Universitario   |
| Valladolid                           | Colegio El Salvador            | 25-3                           | Club de Fútbol Barcelona       |
| Madrid                               | Club Deportivo Arquitectura    | 20-10                          | Unión Deportiva Samboyana      |
| Barcelona                            | Club Natación Barcelona        | 21-7                           | CAU Madrid Rugby Club          |
| Barcelona                            | Rugby Club Cornellà            | 11-8                           | Club Atlético San Sebastián    |
| 12.ª Jornada (14 de enero de 1973)   |                                |                                |                                |
| Barcelona                            | Club de Fútbol Barcelona       | 18-0                           | Club Deportivo Universitario   |
| Barcelona                            | Unión Deportiva Samboyana      | 4-10                           | Colegio El Salvador            |
| San Sebastián                        | Club Atlético San Sebastián    | 0-28                           | Club Natación Barcelona        |
| Madrid                               | Rugby Club Cornellà            | 0-25                           | Canoe Natación Club            |
| Madrid                               | CAU Madrid Rugby Club          | 0-28                           | Club Deportivo Arquitectura    |
| 13.ª Jornada (21 de enero de 1973)   |                                |                                |                                |
| Madrid                               | Canoe Natación Club            | 12-0                           | Club de Fútbol Barcelona       |
| Barcelona                            | Club Deportivo Universitario   | 6-14                           | Unión Deportiva Samboyana      |
| Madrid                               | Club Deportivo Arquitectura    | 40-0                           | Club Atlético San Sebastián    |
| Valladolid                           | Colegio El Salvador            | 8-4                            | CAU Madrid Rugby Club          |
| Barcelona                            | Club Natación Barcelona        | 18-0                           | Rugby Club Cornellà            |
| 14.ª Jornada (28 de enero de 1973)   |                                |                                |                                |
| Barcelona                            | Unión Deportiva Samboyana      | 7-3                            | Club de Fútbol Barcelona       |
| Barcelona                            | CAU Madrid Rugby Club          | 17-0                           | Club Deportivo Universitario   |
| Barcelona                            | Rugby Club Cornellà            | 9-30                           | Club Deportivo Arquitectura    |
| Barcelona                            | Club Natación Barcelona        | 6-15                           | Canoe Natación Club            |
| San Sebastián                        | Club Atlético San Sebastián    | 0-0                            | Colegio El Salvador            |
| 15.ª Jornada (4 de febrero de 1973)  |                                |                                |                                |
| Madrid                               | Canoe Natación Club            | 33-4                           | Unión Deportiva Samboyana      |
| Barcelona                            | Club de Fútbol Barcelona       | 22-15                          | CAU Madrid Rugby Club          |
| San Sebastián                        | Club Deportivo Universitario   | 6-25                           | Club Atlético San Sebastián    |
| Valladolid                           | Colegio El Salvador            | 22-0                           | Rugby Club Cornellà            |
| Madrid                               | Club Deportivo Arquitectura    | 36-4                           | Club Natación Barcelona        |
| 16.ª Jornada (11 de febrero de 1973) |                                |                                |                                |
| Madrid                               | CAU Madrid Rugby Club          | 9-10                           | Unión Deportiva Samboyana      |
| San Sebastián                        | Club Atlético San Sebastián    | 21-0                           | Club de Fútbol Barcelona       |
| Barcelona                            | Rugby Club Cornellà            | 9-0                            | Club Deportivo Universitario   |
| Barcelona                            | Club Natación Barcelona        | 3-8                            | Colegio El Salvador            |
| Madrid                               | Club Deportivo Arquitectura    | 6-16                           | Canoe Natación Club            |
| 17.ª Jornada (18 de febrero de 1973) |                                |                                |                                |
| Madrid                               | CAU Madrid Rugby Club          | 4-16                           | Canoe Natación Club            |
| Barcelona                            | Unión Deportiva Samboyana      | 23-4                           | Club Atlético San Sebastián    |
| Barcelona                            | Club de Fútbol Barcelona       | 12-3                           | Rugby Club Cornellà            |
| Barcelona                            | Club Deportivo Universitario   | 4-16                           | Club Natación Barcelona        |
| Valladolid                           | Colegio El Salvador            | 18-16                          | Club Deportivo Arquitectura    |
| 18.ª Jornada (19 de marzo de 1973)   |                                |                                |                                |
| San Sebastián                        | Club Atlético San Sebastián    | 10-10                          | CAU Madrid Rugby Club          |
| Barcelona                            | Rugby Club Cornellà            | 13-11                          | Unión Deportiva Samboyana      |
| Barcelona                            | Club Natación Barcelona        | 12-3                           | Club de Fútbol Barcelona       |
| Madrid                               | Club Deportivo Arquitectura    | 64-7                           | Club Deportivo Universitario   |
| Madrid                               | Canoe Natación Club            | 29-0                           | Colegio El Salvador            |

#### Tabla de resultados
| Local \ Visitante      | ARQ   | ASS   | CFB  | CAN   | CAU   | COR  | ESA  | NAT   | SAM   | UNI   |   |
| ---------------------- | ----- | ----- | ---- | ----- | ----- | ---- | ---- | ----- | ----- | ----- | - |
| C.D. ARQUITECTURA      | —     | 40–0  | 19–6 | 6–16  | 7–11  | 32–0 | 17–3 | 36–4  | 20–10 | 64–7  |   |
| ATLÉTICO San Sebástian | 12–25 | —     | 21–0 | 15–30 | 10–10 | 4–0  | 0–0  | 0–28  | 16–0  | 38–0  |   |
| C.F. BARCELONA         | 8–35  | 10–9  | —    | 6–15  | 22–15 | 12–3 | 20–0 | 11–3  | 4–16  | 18–0  |   |
| CANOE N.C.             | 0–15  | 22–13 | 12–0 | —     | 30–0  | 27–0 | 29–0 | 22–4  | 33–4  | 50–4  |   |
| CAU MADRID             | 0–28  | 4–0   | 3–13 | 4–16  | —     | 4–3  | 0–15 | 10–10 | 9–10  | 17–0  |   |
| R.C. CORNELLÁ          | 9–30  | 11–8  | 0–4  | 0–25  | 3–6   | —    | 8–12 | 6–19  | 13–11 | 9–0   |   |
| C. El SALVADOR         | 18–16 | 10–19 | 25–3 | 3–4   | 8–4   | 22–0 | —    | 10–15 | 27–3  | 19–23 |   |
| NATACION Barcelona     | 12–9  | 34–12 | 12–3 | 6–15  | 21–7  | 18–0 | 3–8  | —     | 10–15 | 30–3  |   |
| U.D. SAMBOYANA         | 13–9  | 23–4  | 7–3  | 3–3   | 6–10  | 10–3 | 4–10 | 16–9  | —     | 21–0  |   |
| C.D. UNIVERSITARIO     | 0–14  | 6–25  | 4–12 | 0–28  | 10–19 | 0–11 | 0–19 | 4–16  | 6–14  | —     |   |
|                        |       |       |      |       |       |      |      |       |       |       | — |

#### Clasificación
| \| \| Clasificación Liga Nacional 1.ª División 1972-1973 \| |                                                    |     |    |   |    |     |     |     |
| Pos                                                         | Equipo                                             | Jug | V  | E | D  | PF  | PC  | Pts |
| 1.º                                                         | Canoe Natación Club                                | 18  | 16 | 1 | 1  | 337 | 53  | 51  |
| 2.º                                                         | Club Deportivo Arquitectura                        | 18  | 13 | 0 | 5  | 430 | 129 | 44  |
| 3.º                                                         | Colegio El Salvador                                | 18  | 10 | 1 | 7  | 209 | 168 | 39  |
| 4.º                                                         | Club Natación Barcelona                            | 18  | 10 | 1 | 7  | 232 | 191 | 39  |
| 5.º                                                         | Unión Deportiva Samboyana                          | 18  | 10 | 1 | 7  | 186 | 189 | 39  |
| 6.º                                                         | Club de Fútbol Barcelona                           | 18  | 9  | 0 | 9  | 155 | 199 | 36  |
| 7.º                                                         | CAU Madrid Rugby Club                              | 18  | 7  | 2 | 9  | 133 | 214 | 34  |
| 8.º                                                         | Club Atlético San Sebastián                        | 18  | 6  | 2 | 10 | 210 | 240 | 32  |
| 9.º                                                         | Rugby Club Cornellà                                | 18  | 4  | 0 | 14 | 80  | 235 | 26  |
| 10.º                                                        | Club Deportivo Universitario                       | 18  | 1  | 0 | 17 | 67  | 428 | 20  |
|                                                             | Clasificación Liga Nacional 1.ª División 1972-1973 |     |    |   |    |     |     |     |

| Trophee championnat Espagnol Rugby |
| Campeón Canoe Natación Club        |
| 3er título                         |

### IIº Campeonato Nacional de Liga 2.ª División

#### Torneo de Repesca para 2.ª División

##### 1.ª Eliminatoria (15 de octubre de 1972)
Antes de comenzar la temporada quedaban dos plazas libres que debían disputarse los 8 equipos clasificados la temporada anterior. Los favoritos eran los catalanes del C.N. Pueblo Nuevo y los madrileños del Olímpico-64. Sin embargo el sorteo hizo que estos últimos deberían desplazarse a Zaragoza para disputar su clasificación contra el CD Veterinaria y los aragoneses sorprendieron venciendo por un corto 17-13. En el resto de los partidos no hubo sorpresas. En la segunda eliminatoria, de nuevo los veterinarios jugaron en casa y eliminaron al Valencia R.C. por 10-0, mientras el Pueblo Nuevo cumplió los pronosticos y se hizo con la otra plaza frente a los donostiarras del Parte Vieja R.C. (Anoeta) en San Sebastián.
| Ciudad        | Local             | Resultado | Visitante          |
| ------------- | ----------------- | --------- | ------------------ |
| San Sebastián | S.D. Anoeta       | 42-0      | Combinado-68 Gijón |
| Barcelona     | C.N. Pueblo Nuevo | 26-6      | Xè-15 Valencia     |
| Zaragoza      | CD Veterinaria    | 17-13     | Olímpico-64        |
| Valencia      | Valencia R.C.     | 22-13     | A.G. Macarena      |

##### 2.ª Eliminatoria (15 de octubre de 1972)
| Ciudad        | Local          | Resultado | Visitante         |
| ------------- | -------------- | --------- | ----------------- |
| San Sebastián | S.D. Anoeta    | 3-12      | C.N. Pueblo Nuevo |
| Zaragoza      | CD Veterinaria | 10-0      | Valencia R.C.     |

En consecuencia se clasifican para disputar la liga de 2.ª División: Club Natación Pueblo Nuevo y Club Deportivo Veterinaria de Zaragoza

#### Resultados
Desde el principio del campeonato se destacaron en cabeza los madrileños del Cisneros, los sevillanos del Arquitectura y los barceloneses del Pueblo Nuevo. Los primeros en ceder fueron los catalanes que perdieron con sus dos oponentes. Para Cisneros la liga fue un paseo, ya que ganó todos sus encuentros y alguno de ellos con resultados muy abultados como el 88-0 contra el BUC, el 76-0 contra el Gijón o el 68-4 frente a la Samboyana B. El Arquitectura de Sevilla, que sólo perdió con Cisneros y cedió un empate contra Samboyana, se clasificó cómodamente para la promoción. Para el descenso las cosas también estuvieron bastante claras, ya que el BUC fue incapaz de ganar un partido hasta la jornada 12.ª, que sorprendió al Canoe B. Este resultado hizo que los madrileños tuvieran que ir a la promoción, cuando parecía asignada al CD Veterinaria, que hicieron una mala primera vuelta, pero fueron remontando en la segunda hasta conseguir 6 importantes victorias que los salvaban. Sin embargo, no llegó a jugarse la promoción, ya que tanto Canoe, como Samboyana renunciaron a la categoría, demasiado costosa en viajes para equipos B.
| Resultados 2.ª División IDA           | Resultados 2.ª División IDA | Resultados 2.ª División IDA | Resultados 2.ª División IDA |
| Ciudad                                | Local                       | Resultado                   | Visitante                   |
| ------------------------------------- | --------------------------- | --------------------------- | --------------------------- |
| 1.ª Jornada (29 octubre de 1972)      |                             |                             |                             |
| Sevilla                               | CD Arquitectura de Sevilla  | 18-12                       | Real Sporting de Gijón      |
| Barcelona                             | Colegio Mayor Cisneros      | 27-0                        | CD Veterinaria              |
| Madrid                                | Club Natación Pueblo Nuevo  | 11-0                        | Barcelona Unión Club (BUC)  |
| 2.ª Jornada (5 de noviembre de 1972)  |                             |                             |                             |
| Madrid                                | Canoe N.C. B                | 8-14                        | Club Natación Pueblo Nuevo  |
| Gijón                                 | Real Sporting de Gijón      | 18-12                       | UD Samboyana B              |
| Zaragoza                              | CD Veterinaria              | 10-22                       | CD Arquitectura de Sevilla  |
| Barcelona                             | Barcelona Unión Club (BUC)  | 0-20                        | Colegio Mayor Cisneros      |
| 3.ª Jornada (12 de noviembre de 1972) |                             |                             |                             |
| Madrid                                | Canoe N.C. B                | 15-4                        | Real Sporting de Gijón      |
| Barcelona                             | UD Samboyana B              | 23-6                        | CD Veterinaria              |
| Sevilla                               | CD Arquitectura de Sevilla  | 18-3                        | Barcelona Unión Club (BUC)  |
| Barcelona                             | Club Natación Pueblo Nuevo  | 14-27                       | Colegio Mayor Cisneros      |
| 4.ª Jornada (19 de noviembre de 1972) |                             |                             |                             |
| Gijón                                 | Real Sporting de Gijón      | 11-12                       | Club Natación Pueblo Nuevo  |
| Zaragoza                              | CD Veterinaria              | 10-10                       | Canoe N.C. B                |
| Barcelona                             | Barcelona Unión Club (BUC)  | 3-13                        | UD Samboyana B              |
| Madrid                                | Colegio Mayor Cisneros      | 13-4                        | CD Arquitectura de Sevilla  |
| 5.ª Jornada (26 de noviembre de 1972) |                             |                             |                             |
| Gijón                                 | Real Sporting de Gijón      | 20-6                        | CD Veterinaria              |
| Madrid                                | Canoe N.C. B                | 19-0                        | Barcelona Unión Club (BUC)  |
| Barcelona                             | UD Samboyana B              | 6-26                        | Colegio Mayor Cisneros      |
| Barcelona                             | Club Natación Pueblo Nuevo  | 3-22                        | CD Arquitectura de Sevilla  |
| 6.ª Jornada (3 de diciembre de 1972)  |                             |                             |                             |
| Barcelona                             | Club Natación Pueblo Nuevo  | 43-7                        | CD Veterinaria              |
| Barcelona                             | Barcelona Unión Club (BUC)  | 7-26                        | Real Sporting de Gijón      |
| Madrid                                | Colegio Mayor Cisneros      | 38-0                        | Canoe N.C. B                |
| Sevilla                               | CD Arquitectura de Sevilla  | 18-0                        | UD Samboyana B              |
| 7.ª Jornada (10 de diciembre de 1972) |                             |                             |                             |
| Zaragoza                              | CD Veterinaria              | 16-6                        | Barcelona Unión Club (BUC)  |
| Gijón                                 | Real Sporting de Gijón      | 0-24                        | Colegio Mayor Cisneros      |
| Madrid                                | Canoe N.C. B                | 16-52                       | CD Arquitectura de Sevilla  |
| Barcelona                             | UD Samboyana B              | 0-10                        | Club Natación Pueblo Nuevo  |

| Resultados 2.ª División VUELTA        | Resultados 2.ª División VUELTA | Resultados 2.ª División VUELTA | Resultados 2.ª División VUELTA |
| Ciudad                                | Local                          | Resultado                      | Visitante                      |
| ------------------------------------- | ------------------------------ | ------------------------------ | ------------------------------ |
| 8.ª Jornada (17 de diciembre de 1972) |                                |                                |                                |
| Zaragoza                              | CD Veterinaria                 | 9-16                           | Colegio Mayor Cisneros         |
| Gijón                                 | Real Sporting de Gijón         | 3-4                            | CD Arquitectura de Sevilla     |
| Madrid                                | Canoe N.C. B                   | 37-0                           | UD Samboyana B                 |
| Barcelona                             | Barcelona Unión Club (BUC)     | 3-12                           | Club Natación Pueblo Nuevo     |
| 9.ª Jornada (14 de enero de 1973)     |                                |                                |                                |
| Sevilla                               | CD Arquitectura de Sevilla     | 28-0                           | CD Veterinaria                 |
| Barcelona                             | UD Samboyana B                 | 16-10                          | Real Sporting de Gijón         |
| Madrid                                | Colegio Mayor Cisneros         | 88-0                           | Barcelona Unión Club (BUC)     |
| Barcelona                             | Club Natación Pueblo Nuevo     | 32-7                           | Canoe N.C. B                   |
| 10.ª Jornada (23 de enero de 1973)    |                                |                                |                                |
| Gijón                                 | Real Sporting de Gijón         | 28-9                           | Canoe N.C. B                   |
| Zaragoza                              | CD Veterinaria                 | 10-0                           | UD Samboyana B                 |
| Madrid                                | Colegio Mayor Cisneros         | 26-0                           | Club Natación Pueblo Nuevo     |
| Barcelona                             | Barcelona Unión Club (BUC)     | 0-12                           | CD Arquitectura de Sevilla     |
| 11.ª Jornada (28 de enero de 1973)    |                                |                                |                                |
| Barcelona                             | Club Natación Pueblo Nuevo     | 7-16                           | Real Sporting de Gijón         |
| Madrid                                | Canoe N.C. B                   | 6-3                            | CD Veterinaria                 |
| Sevilla                               | CD Arquitectura de Sevilla     | 4-7                            | Colegio Mayor Cisneros         |
| Barcelona                             | UD Samboyana B                 | 6-4                            | Barcelona Unión Club (BUC)     |
| 12.ª Jornada (4 de febrero de 1973)   |                                |                                |                                |
| Zaragoza                              | CD Veterinaria                 | 7-6                            | Real Sporting de Gijón         |
| Barcelona                             | Barcelona Unión Club (BUC)     | 15-6                           | Canoe N.C. B                   |
| Sevilla                               | CD Arquitectura de Sevilla     | 21-11                          | Club Natación Pueblo Nuevo     |
| Madrid                                | Colegio Mayor Cisneros         | 68-4                           | UD Samboyana B                 |
| 13.ª Jornada (11 de febrero de 1973)  |                                |                                |                                |
| Zaragoza                              | CD Veterinaria                 | 11-4                           | Club Natación Pueblo Nuevo     |
| Gijón                                 | Real Sporting de Gijón         | 31-0                           | Barcelona Unión Club (BUC)     |
| Madrid                                | Canoe N.C. B                   | 0-35                           | Colegio Mayor Cisneros         |
| Barcelona                             | UD Samboyana B                 | 13-13                          | CD Arquitectura de Sevilla     |
| 14.ª Jornada (18 de febrero de 1973)  |                                |                                |                                |
| Barcelona                             | Barcelona Unión Club (BUC)     | 3-10                           | CD Veterinaria                 |
| Madrid                                | Colegio Mayor Cisneros         | 76-0                           | Real Sporting de Gijón         |
| Sevilla                               | CD Arquitectura de Sevilla     | 24-14                          | Canoe N.C. B                   |
| Barcelona                             | Club Natación Pueblo Nuevo     | 28-6                           | UD Samboyana B                 |

#### Tabla de resultados
| Local \ Visitante    | ARS   | BUC  | CAB   | CIS   | NPN   | RSG   | SAB   | VET  |
| -------------------- | ----- | ---- | ----- | ----- | ----- | ----- | ----- | ---- |
| ARQUITECTURA Sevilla | —     | 18–3 | 24–14 | 4–7   | 21–11 | 18–12 | 18–0  | 28–0 |
| B.U.C.               | 0–12  | —    | 15–6  | 0–20  | 3–12  | 7–26  | 3–13  | 3–10 |
| CANOE N.C. B         | 16–52 | 19–0 | —     | 0–35  | 8–14  | 15–4  | 37–0  | 6–3  |
| C.M. CISNEROS        | 13–4  | 88–0 | 38–0  | —     | 26–0  | 76–0  | 68–4  | 27–0 |
| C.N. PUEBLO NUEVO    | 3–22  | 11–0 | 32–7  | 14–27 | —     | 7–16  | 28–6  | 43–7 |
| R. Sp. de GIJÓN      | 3–4   | 31–0 | 28–9  | 0–24  | 11–12 | —     | 18–12 | 20–6 |
| U.D. SAMBOYANA B     | 13–13 | 6–4  | 20–16 | 6–26  | 0–10  | 16–10 | —     | 23–6 |
| CD Veterinaria       | 10–22 | 16–6 | 10–10 | 9–16  | 11–4  | 7–6   | 10–0  | —    |

#### Clasificación
| \| \| Clasificación Liga Nacional 2.ª División 1972-1973 \| |                                                    |     |    |   |    |     |     |     |
| Pos                                                         | Equipo                                             | Jug | V  | E | D  | PF  | PC  | Pts |
| 1.º                                                         | Colegio Mayor Cisneros                             | 14  | 14 | 0 | 0  | 481 | 41  | 42  |
| 2.º                                                         | Club Arquitectura de Sevilla                       | 14  | 11 | 1 | 2  | 263 | 102 | 37  |
| 3.º                                                         | Club Natación Pueblo Nuevo                         | 14  | 8  | 0 | 6  | 206 | 155 | 30  |
| 4.º                                                         | Real Sporting de Gijón                             | 14  | 6  | 0 | 8  | 184 | 201 | 26  |
| 5.º                                                         | Club Veterinaria de Zaragoza                       | 14  | 6  | 0 | 8  | 101 | 206 | 26  |
| 6.º                                                         | Unión Deportiva Samboyana B                        | 14  | 5  | 1 | 8  | 152 | 170 | 25  |
| 7.º                                                         | Canoe Natación Club B                              | 14  | 4  | 0 | 10 | 163 | 276 | 22  |
| 8.º                                                         | Barcelona Unión Club (BUC)                         | 14  | 1  | 0 | 13 | 44  | 288 | 16  |
|                                                             | Clasificación Liga Nacional 2.ª División 1972-1973 |     |    |   |    |     |     |     |

| Trophee championnat Espagnol Rugby          |
| Campeón 2.ª División Colegio Mayor Cisneros |
| 1er título                                  |

#### Promoción de Ascenso a 1.º División Nacional
| Ciudad   | Local                        | Resultado | Visitante                    |
| -------- | ---------------------------- | --------- | ---------------------------- |
| Cornellá | Rugby Club Cornellá          | 24-4      | Club Arquitectura de Sevilla |
| Sevilla  | Club Arquitectura de Sevilla | 10-0      | Rugby Club Cornellá          |
| Agregado | Rugby Club Cornellá          | 34-24     | Club Arquitectura de Sevilla |

Ambos equipos permanecen en sus categorías

### XL Campeonato de España (Copa del Generalísimo)
Participan los 10 equipos de la 1.ª división y los 6 primeros clasificados de la 2.ª para formar un cuadro de 16 equipos desde octavos de final. Todas la eliminatorias son a ida y vuelta, exceptuando la final, a un solo partido en Madrid. En octavos no hubo sorpresas, aunque se clasificó un equipo de 2.ª ya que el emparejamiento era por sorteo y hubo un enfrentamiento entre dos equipos de esa categoría, donde los sevillanos del Arquitectura se impusieron al Gijón. También hubo enfrentamientos entre equipos de 1.ª: Samboyana eliminó a sus vecinos de Cornellá, el Natación hizo lo propio con el Universitario y en el duelo madrileño de 1.ª, Arquitectura dejó fuera al CAU.
La única gran sorpresa se dio en cuartos de final con la eliminación del campeón de liga, el Canoe, por parte del Atlético San Sebastián, el vigente campeón de la copa. De los otros tres semifinalistas, Samboyana y Salvador no tuvieron demasiados problemas para eliminar al Barcelona y Arquitectura de Sevilla respectivamente. Más ajustada fue la eliminatoria entre Natación y Arquitectura (de Madrid), que se resolvió por solo 3 puntos de diferencia.
La semifinal entre catalanes y vascos empezó con una victoria de la Samboyana por 19-12, pero en el partido de vuelta los donostiarras avasallaron a los de Sant Boi con un 42-3 que les llevaba a la final. El enfrentamiento entre madrileños y vallisoletanos fueron dos contundentes victorias de la "Escuela" sobre el "Chami" (53-4 en el total) que daban acceso a Arquitectura a su primera final.
La veteranía del equipo vasco se impuso en la final a pesar de la dura oposición de los blancos. El Atlético renovaba su título y conseguía así su tercera copa.
|  | Octavos de final              | Octavos de final              | Octavos de final              |                          |    | Cuartos de final        | Cuartos de final        | Cuartos de final        |  |  | Semifinales            | Semifinales            | Semifinales            |  |  | Final              | Final              | Final              |
|  | 25 marzo y 1 de abril de 1973 | 25 marzo y 1 de abril de 1973 | 25 marzo y 1 de abril de 1973 |                          |    | 8 y 29 de abril de 1973 | 8 y 29 de abril de 1973 | 8 y 29 de abril de 1973 |  |  | 6 y 13 de mayo de 1973 | 6 y 13 de mayo de 1973 | 6 y 13 de mayo de 1973 |  |  | 20 de mayo de 1973 | 20 de mayo de 1973 | 20 de mayo de 1973 |
|  |                               |                               |                               |                          |    |                         |                         |                         |  |  |                        |                        |                        |  |  |                    |                    |                    |
|  |                               |                               |                               |                          |    |                         |                         |                         |  |  |                        |                        |                        |  |  |                    |                    |                    |
|  |                               |                               |                               |                          |    |                         |                         |                         |  |  |                        |                        |                        |  |  |                    |                    |                    |
|  | C.N. Pueblo Nuevo             | 10                            | 0                             |                          |    |                         |                         |                         |  |  |                        |                        |                        |  |  |                    |                    |                    |
|  | C.N. Pueblo Nuevo             | 10                            | 0                             |                          |    |                         |                         |                         |  |  |                        |                        |                        |  |  |                    |                    |                    |
|  | Club de Fútbol Barcelona      | 7                             | 22                            |                          |    |                         |                         |                         |  |  |                        |                        |                        |  |  |                    |                    |                    |
|  | Club de Fútbol Barcelona      | 7                             | 22                            | Club de Fútbol Barcelona | 10 | 0                       |                         |                         |  |  |                        |                        |                        |  |  |                    |                    |                    |
|  |                               |                               |                               |                          | 10 | 0                       |                         |                         |  |  |                        |                        |                        |  |  |                    |                    |                    |
|  |                               | U.D. Samboyana                | 7                             | 22                       |    |                         |                         |                         |  |  |                        |                        |                        |  |  |                    |                    |                    |
|  | Rugby Club Cornellá           | U.D. Samboyana                | 7                             | 22                       | 3  | 7                       |                         |                         |  |  |                        |                        |                        |  |  |                    |                    |                    |
|  | Rugby Club Cornellá           |                               |                               |                          | 3  | 7                       |                         |                         |  |  |                        |                        |                        |  |  |                    |                    |                    |
|  | U.D. Samboyana                | 4                             | 33                            |                          |    |                         |                         |                         |  |  |                        |                        |                        |  |  |                    |                    |                    |
|  | U.D. Samboyana                | 4                             | 33                            | U.D. Samboyana           | 19 | 3                       |                         |                         |  |  |                        |                        |                        |  |  |                    |                    |                    |
|  |                               |                               |                               |                          | 19 | 3                       |                         |                         |  |  |                        |                        |                        |  |  |                    |                    |                    |
|  |                               | Atlético San Sebastián        | 12                            | 42                       |    |                         |                         |                         |  |  |                        |                        |                        |  |  |                    |                    |                    |
|  | Colegio Mayor Cisneros        | Atlético San Sebastián        | 12                            | 42                       | 4  | 16                      |                         |                         |  |  |                        |                        |                        |  |  |                    |                    |                    |
|  | Colegio Mayor Cisneros        |                               |                               |                          | 4  | 16                      |                         |                         |  |  |                        |                        |                        |  |  |                    |                    |                    |
|  | Canoe Natación Club           | 18                            | 36                            |                          |    |                         |                         |                         |  |  |                        |                        |                        |  |  |                    |                    |                    |
|  | Canoe Natación Club           | 18                            | 36                            | Canoe Natación Club      | 7  | 19                      |                         |                         |  |  |                        |                        |                        |  |  |                    |                    |                    |
|  |                               |                               |                               |                          | 7  | 19                      |                         |                         |  |  |                        |                        |                        |  |  |                    |                    |                    |
|  |                               | Atlético San Sebastián        | 14                            | 18                       |    |                         |                         |                         |  |  |                        |                        |                        |  |  |                    |                    |                    |
|  | Atlético San Sebastián        | Atlético San Sebastián        | 14                            | 18                       | 34 | 31                      |                         |                         |  |  |                        |                        |                        |  |  |                    |                    |                    |
|  | Atlético San Sebastián        |                               |                               |                          | 34 | 31                      |                         |                         |  |  |                        |                        |                        |  |  |                    |                    |                    |
|  | Barcelona Unión Club (BUC)    | 4                             | 3                             |                          |    |                         |                         |                         |  |  |                        |                        |                        |  |  |                    |                    |                    |
|  | Barcelona Unión Club (BUC)    | 4                             | 3                             | Atlético San Sebastián   | 21 |                         |                         |                         |  |  |                        |                        |                        |  |  |                    |                    |                    |
|  |                               |                               |                               |                          | 21 |                         |                         |                         |  |  |                        |                        |                        |  |  |                    |                    |                    |
|  |                               | CD Arquitectura Madrid        | 13                            |                          |    |                         |                         |                         |  |  |                        |                        |                        |  |  |                    |                    |                    |
|  | CAU Madrid Rugby Club         | CD Arquitectura Madrid        | 13                            | 10                       | 3  |                         |                         |                         |  |  |                        |                        |                        |  |  |                    |                    |                    |
|  | CAU Madrid Rugby Club         |                               |                               |                          | 3  |                         |                         |                         |  |  |                        |                        |                        |  |  |                    |                    |                    |
|  | CD Arquitectura Madrid        | 16                            | 28                            |                          |    |                         |                         |                         |  |  |                        |                        |                        |  |  |                    |                    |                    |
|  | CD Arquitectura Madrid        | 16                            | 28                            | CD Arquitectura Madrid   | 4  | 14                      |                         |                         |  |  |                        |                        |                        |  |  |                    |                    |                    |
|  |                               |                               |                               |                          | 4  | 14                      |                         |                         |  |  |                        |                        |                        |  |  |                    |                    |                    |
|  |                               | Club Natación Barcelona       | 11                            | 4                        |    |                         |                         |                         |  |  |                        |                        |                        |  |  |                    |                    |                    |
|  | CD Universitario Barcelona    | Club Natación Barcelona       | 11                            | 4                        | 0  | 8                       |                         |                         |  |  |                        |                        |                        |  |  |                    |                    |                    |
|  | CD Universitario Barcelona    |                               |                               |                          | 0  | 8                       |                         |                         |  |  |                        |                        |                        |  |  |                    |                    |                    |
|  | Club Natación Barcelona       | 18                            | 14                            |                          |    |                         |                         |                         |  |  |                        |                        |                        |  |  |                    |                    |                    |
|  | Club Natación Barcelona       | 18                            | 14                            | CD Arquitectura Madrid   | 30 | 23                      |                         |                         |  |  |                        |                        |                        |  |  |                    |                    |                    |
|  |                               |                               |                               |                          | 30 | 23                      |                         |                         |  |  |                        |                        |                        |  |  |                    |                    |                    |
|  |                               | Colegio El Salvador           | 0                             | 4                        |    |                         |                         |                         |  |  |                        |                        |                        |  |  |                    |                    |                    |
|  | CD Veterinaria de Zaragoza    | Colegio El Salvador           | 0                             | 4                        | 4  | 0                       |                         |                         |  |  |                        |                        |                        |  |  |                    |                    |                    |
|  | CD Veterinaria de Zaragoza    |                               |                               |                          | 4  | 0                       |                         |                         |  |  |                        |                        |                        |  |  |                    |                    |                    |
|  | Colegio El Salvador           | 34                            | 6                             |                          |    |                         |                         |                         |  |  |                        |                        |                        |  |  |                    |                    |                    |
|  | Colegio El Salvador           | 34                            | 6                             | Colegio El Salvador      | 34 | 26                      |                         |                         |  |  |                        |                        |                        |  |  |                    |                    |                    |
|  |                               |                               |                               |                          | 34 | 26                      |                         |                         |  |  |                        |                        |                        |  |  |                    |                    |                    |
|  |                               | CD Arquitectura de Sevilla    | 4                             | 17                       |    |                         |                         |                         |  |  |                        |                        |                        |  |  |                    |                    |                    |
|  | CD Arquitectura de Sevilla    | CD Arquitectura de Sevilla    | 4                             | 17                       | 6  | 13                      |                         |                         |  |  |                        |                        |                        |  |  |                    |                    |                    |
|  | CD Arquitectura de Sevilla    |                               |                               |                          | 6  | 13                      |                         |                         |  |  |                        |                        |                        |  |  |                    |                    |                    |
|  | Real Gijón                    | 6                             | 3                             |                          |    |                         |                         |                         |  |  |                        |                        |                        |  |  |                    |                    |                    |

| Copa del Rey (rugby union)          |
| Campeón Club Atlético San Sebastián |
| 3er título                          |

### Torneo de Ascenso a Liga Nacional  2.ª División
Los favoritos para el ascenso eran los catalanes, madrileños y vascos. Sin embargo por el sorteo tuvieron que enfrentarse entre ellos. Los madrileños del Olímpico-64 lograron el ascenso (que llevaban 3 años intentando) tras eliminar primero al Hernani Rugby Club y posteriormente al La Salle-Bonanova, que a pesar de perder obtuvo el ascenso ante la renuncia de la Samboyana. En la parte fácil del cuadro el Sevilla Club de Fútbol consiguió sin demasiados apuros la clasificación.

#### Eliminatoria Previa
Ida (Zaragoza): Facultad de Ciencias Zaragoza, 6 - Instituto Torres Quevedo, 17
Vuelta (Santander): Instituto Torres Quevedo, 7 - Facultad de Ciencias Zaragoza, 3

#### Cuadro Final
|  | Cuartos de final            | Cuartos de final     | Cuartos de final |   |                        | Semifinales | Semifinales | Semifinales |  |  | Final                  | Final | Final |
|  |                             |                      |                  |   |                        |             |             |             |  |  | Ascienden a 2.ª Div    |       |       |
|  |                             |                      |                  |   |                        |             |             |             |  |  |                        |       |       |
|  | Sevilla Club de Fútbol      | 15                   | 6                |   |                        |             |             |             |  |  |                        |       |       |
|  | Xè-15 EPLA                  | 11                   | 0                |   |                        |             |             |             |  |  |                        |       |       |
|  | Xè-15 EPLA                  | 11                   | 0                |   | Sevilla Club de Fútbol | 48          | 15          |             |  |  |                        |       |       |
|  |                             |                      |                  |   | Sevilla Club de Fútbol | 48          | 15          |             |  |  |                        |       |       |
|  |                             | Inst. Torres Quevedo | 0                | 4 |                        |             |             |             |  |  |                        |       |       |
|  | Sargento Pepper's Salamanca | Inst. Torres Quevedo | 0                | 4 | 10                     | 13          |             |             |  |  |                        |       |       |
|  | Sargento Pepper's Salamanca |                      |                  |   | 10                     | 13          |             |             |  |  |                        |       |       |
|  | Inst. Torres Quevedo        | 19                   | 15               |   |                        |             |             |             |  |  |                        |       |       |
|  |                             |                      |                  |   |                        |             |             |             |  |  | Sevilla Club de Fútbol |       |       |
|  |                             |                      | Olímpico-64      |   |                        |             |             |             |  |  |                        |       |       |
|  | Hernani Rugby Club          | 0                    | 18               |   |                        |             |             |             |  |  |                        |       |       |
|  | Olímpico-64                 | 14                   | 14               |   |                        |             |             |             |  |  |                        |       |       |
|  | Olímpico-64                 | 14                   | 14               |   | Olímpico-64            | 9           | 23          |             |  |  |                        |       |       |
|  |                             |                      |                  |   | Olímpico-64            | 9           | 23          |             |  |  |                        |       |       |
|  |                             | La Salle-Bonanova    | 7                | 4 |                        |             |             |             |  |  |                        |       |       |
|  | La Salle-Bonanova           | La Salle-Bonanova    | 7                | 4 | 9                      | 18          |             |             |  |  |                        |       |       |
|  | La Salle-Bonanova           |                      |                  |   | 9                      | 18          |             |             |  |  |                        |       |       |
|  | CAU-Oviedo                  | 16                   | 0                |   |                        |             |             |             |  |  |                        |       |       |

### Xº Campeonato de España Juvenil
Clasificados:

Cataluña (Samboyana y Montjuich), Madrid (Arquitectura y Olímpico), Andalucía (Sevilla y Guadalete), Valladolid (San José y San Carlos) y Valencia (Valencia y Les Abelles), País Vasco (Atlético SS) y Aragón (Sem.Tarazona).
Al ser 12 equipos se realizó una eliminatoria previa para eliminar a 4 y luego establecer un cuadro desde cuartos de final.
|  | Octavos de final              | Octavos de final              | Octavos de final              |                        |    | Cuartos de final        | Cuartos de final        | Cuartos de final        |  |  | Semifinales            | Semifinales            | Semifinales            |  |  | Final              | Final              | Final              |
|  | 25 marzo y 1 de abril de 1973 | 25 marzo y 1 de abril de 1973 | 25 marzo y 1 de abril de 1973 |                        |    | 8 y 29 de abril de 1973 | 8 y 29 de abril de 1973 | 8 y 29 de abril de 1973 |  |  | 6 y 13 de mayo de 1973 | 6 y 13 de mayo de 1973 | 6 y 13 de mayo de 1973 |  |  | 20 de mayo de 1973 | 20 de mayo de 1973 | 20 de mayo de 1973 |
|  |                               |                               |                               |                        |    |                         |                         |                         |  |  |                        |                        |                        |  |  |                    |                    |                    |
|  |                               |                               |                               |                        |    |                         |                         |                         |  |  |                        |                        |                        |  |  |                    |                    |                    |
|  |                               |                               |                               |                        |    |                         |                         |                         |  |  |                        |                        |                        |  |  |                    |                    |                    |
|  |                               |                               |                               |                        |    |                         |                         |                         |  |  |                        |                        |                        |  |  |                    |                    |                    |
|  |                               |                               |                               |                        |    |                         |                         |                         |  |  |                        |                        |                        |  |  |                    |                    |                    |
|  |                               |                               |                               |                        |    |                         |                         |                         |  |  |                        |                        |                        |  |  |                    |                    |                    |
|  | Colegio San José              | 12                            | 13                            |                        |    |                         |                         |                         |  |  |                        |                        |                        |  |  |                    |                    |                    |
|  | Colegio San José              | 12                            | 13                            |                        |    |                         |                         |                         |  |  |                        |                        |                        |  |  |                    |                    |                    |
|  |                               | Olímpico-64                   | 10                            | 7                      |    |                         |                         |                         |  |  |                        |                        |                        |  |  |                    |                    |                    |
|  | Olímpico-64                   | Olímpico-64                   | 10                            | 7                      | 23 | 4                       |                         |                         |  |  |                        |                        |                        |  |  |                    |                    |                    |
|  | Olímpico-64                   |                               |                               |                        | 23 | 4                       |                         |                         |  |  |                        |                        |                        |  |  |                    |                    |                    |
|  | Valencia Rugby Club           | 0                             | 3                             |                        |    |                         |                         |                         |  |  |                        |                        |                        |  |  |                    |                    |                    |
|  | Valencia Rugby Club           | 0                             | 3                             | Colegio San José       | 15 | 8                       |                         |                         |  |  |                        |                        |                        |  |  |                    |                    |                    |
|  |                               |                               |                               |                        | 15 | 8                       |                         |                         |  |  |                        |                        |                        |  |  |                    |                    |                    |
|  |                               | Club Natación Montjuich       | 3                             | 14                     |    |                         |                         |                         |  |  |                        |                        |                        |  |  |                    |                    |                    |
|  |                               | Club Natación Montjuich       | 3                             | 14                     |    |                         |                         |                         |  |  |                        |                        |                        |  |  |                    |                    |                    |
|  |                               |                               |                               |                        |    |                         |                         |                         |  |  |                        |                        |                        |  |  |                    |                    |                    |
|  |                               |                               |                               |                        |    |                         |                         |                         |  |  |                        |                        |                        |  |  |                    |                    |                    |
|  | Sevilla Club de Futbol        | 9                             | 0                             |                        |    |                         |                         |                         |  |  |                        |                        |                        |  |  |                    |                    |                    |
|  | Sevilla Club de Futbol        | 9                             | 0                             |                        |    |                         |                         |                         |  |  |                        |                        |                        |  |  |                    |                    |                    |
|  |                               | Club Natación Montjuich       | 26                            | 12                     |    |                         |                         |                         |  |  |                        |                        |                        |  |  |                    |                    |                    |
|  | Seminario de Tarazona         | Club Natación Montjuich       | 26                            | 12                     | 10 | 16                      |                         |                         |  |  |                        |                        |                        |  |  |                    |                    |                    |
|  | Seminario de Tarazona         |                               |                               |                        | 10 | 16                      |                         |                         |  |  |                        |                        |                        |  |  |                    |                    |                    |
|  | Club Natación Montjuich       | 8                             | 19                            |                        |    |                         |                         |                         |  |  |                        |                        |                        |  |  |                    |                    |                    |
|  | Club Natación Montjuich       | 8                             | 19                            | Colegio San José       | 7  |                         |                         |                         |  |  |                        |                        |                        |  |  |                    |                    |                    |
|  |                               |                               |                               |                        | 7  |                         |                         |                         |  |  |                        |                        |                        |  |  |                    |                    |                    |
|  |                               | CD Arquitectura Madrid        | 6                             |                        |    |                         |                         |                         |  |  |                        |                        |                        |  |  |                    |                    |                    |
|  |                               | CD Arquitectura Madrid        | 6                             |                        |    |                         |                         |                         |  |  |                        |                        |                        |  |  |                    |                    |                    |
|  |                               |                               |                               |                        |    |                         |                         |                         |  |  |                        |                        |                        |  |  |                    |                    |                    |
|  |                               |                               |                               |                        |    |                         |                         |                         |  |  |                        |                        |                        |  |  |                    |                    |                    |
|  | CD Arquitectura Madrid        | 36                            | 24                            |                        |    |                         |                         |                         |  |  |                        |                        |                        |  |  |                    |                    |                    |
|  | CD Arquitectura Madrid        | 36                            | 24                            |                        |    |                         |                         |                         |  |  |                        |                        |                        |  |  |                    |                    |                    |
|  |                               | Unión Deportiva San Carlos    | 11                            | 4                      |    |                         |                         |                         |  |  |                        |                        |                        |  |  |                    |                    |                    |
|  | U.D. San Carlos               | Unión Deportiva San Carlos    | 11                            | 4                      | 21 | 29                      |                         |                         |  |  |                        |                        |                        |  |  |                    |                    |                    |
|  | U.D. San Carlos               |                               |                               |                        | 21 | 29                      |                         |                         |  |  |                        |                        |                        |  |  |                    |                    |                    |
|  | Guadalete Pto. Sta. María     | 0                             | 0                             |                        |    |                         |                         |                         |  |  |                        |                        |                        |  |  |                    |                    |                    |
|  | Guadalete Pto. Sta. María     | 0                             | 0                             | CD Arquitectura Madrid | 26 | 15                      |                         |                         |  |  |                        |                        |                        |  |  |                    |                    |                    |
|  |                               |                               |                               |                        | 26 | 15                      |                         |                         |  |  |                        |                        |                        |  |  |                    |                    |                    |
|  |                               | Atlético San Sebastián        | 18                            | 8                      |    |                         |                         |                         |  |  |                        |                        |                        |  |  |                    |                    |                    |
|  |                               | Atlético San Sebastián        | 18                            | 8                      |    |                         |                         |                         |  |  |                        |                        |                        |  |  |                    |                    |                    |
|  |                               |                               |                               |                        |    |                         |                         |                         |  |  |                        |                        |                        |  |  |                    |                    |                    |
|  |                               |                               |                               |                        |    |                         |                         |                         |  |  |                        |                        |                        |  |  |                    |                    |                    |
|  | U.D. Samboyana                | 0                             | 4                             |                        |    |                         |                         |                         |  |  |                        |                        |                        |  |  |                    |                    |                    |
|  | U.D. Samboyana                | 0                             | 4                             |                        |    |                         |                         |                         |  |  |                        |                        |                        |  |  |                    |                    |                    |
|  |                               | Atlético San Sebastián        | 35                            | 24                     |    |                         |                         |                         |  |  |                        |                        |                        |  |  |                    |                    |                    |
|  | Les Abelles                   | Atlético San Sebastián        | 35                            | 24                     | 3  | 0                       |                         |                         |  |  |                        |                        |                        |  |  |                    |                    |                    |
|  | Les Abelles                   |                               |                               |                        | 3  | 0                       |                         |                         |  |  |                        |                        |                        |  |  |                    |                    |                    |
|  | Atlético San Sebastián        | 12                            | 40                            |                        |    |                         |                         |                         |  |  |                        |                        |                        |  |  |                    |                    |                    |

## Campeonatos Regionales

#### Federación Catalana de Rugby
Sede: Barcelona

Licencias: 1735 (802 sénior, 410 juvenil, 175 cadete, 348 infantil) Aumento 33 %

23 clubes adscritos en 3 divisiones senior, 1 juvenil, 1 cadete, 1 infantil
El rugby en Cataluña, a pesar de la falta de títulos nacionales, es el más fuerte de España: 5 equipos en 1.ª división, otros 3 equipos en 2.ª división y tres divisiones regionales,además de un importante aumento en el número de fichas, dan una imagen muy saludable. A pesar de la desaparición del Picadero Jockey Club, dos nuevos clubs se inscriben en la federación: Rugby Club Andorra y Unión Deportiva Cassá que aportan dos nuevas instalaciones deportivas a la federación, así como las inauguradas por el Club de Futbol Barcelona.
En lo deportivo, el C.R. La Salle resultará campeón y clasificado para la fase de ascenso, en la que caerá en semifinales. Sin embargo la Samboyana renunciará a la plaza de su equipo B en la 2.ª división lo que permitirá a los de Bonanova convertirse en el octavo equipo catalán en la liga nacional.
| División A | División A                     | División B | División B                   | División C | División C                     | Juvenil | Juvenil                      |
| ---------- | ------------------------------ | ---------- | ---------------------------- | ---------- | ------------------------------ | ------- | ---------------------------- |
| 1.º        | C.R. La Salle-Bonanova         | 1.º        | GEYEG Gerona                 | 1.º        | Club Natación Barcelona B      | 1.º     | Unión Deportiva Samboyana    |
| 2.º        | Facultad de Medicina           | 2.º        | Rugby Club Andorra           | 2.º        | Rugby Club San Justo           | 2.º     | Club Natación Montjuich      |
| 3.º        | Club Natación Montjuich        | 3.º        | Unión Deportiva Samboyana C  | 3.º        | GEYEG Gerona B                 | 3.º     | Barcelona Unión Club (BUC)   |
| 4.º        | Club de Futbol Barcelona B     | 4.º        | CD Medicina Autónoma         | 4.º        | Unión Deportiva Cassá          | 4.º     | Club de Futbol Barcelona     |
| 5.º        | UDG de Badalona                | 5.º        | Real Club Deportivo Español  | 5.º        | Barcelona Unión Club (BUC) B   | 5.º     | Rugby Club Cornellà          |
| 6.º        | Rugby Club Cornellà B          | 6.º        | Centralban Rugby Club        | 6.º        | Rugby Club Hospitalet B        | 6.º     | Colegio Pedagogium Cos       |
| 7.º        | Club Deportivo Universitario B | 7.º        | Club Natación Pueblo Nuevo B | 7.º        | C.R. La Salle-Bonanova C       | 7.º     | Rugby Club Hospitalet        |
| Ret        | Picadero Jockey Club           | 8.º        | Rugby Reus                   | 8.º        | UDG de Badalona B              | 8.º     | Nadadores C.N.M. B           |
|            |                                | 9.º        | Rugby Club Hospitalet        | Ret        | Club de Futbol Barcelona C     | 7.º     | Club Natación Pueblo Nuevo   |
|            |                                | 10.º       | C.R. La Salle-Bonanova B     | Ret        | Club Deportivo Universitario C | 7.º     | Club Deportivo Universitario |

#### Federación Castellana de Rugby

##### Federación de Madrid
Sede: Madrid

Licencias: 1341 (513 sénior, 203 juvenil, 214 cadetes, 411 infantil) incremento 12 %

14 clubes adscritos en 2 divisiones senior, 1 juvenil
Aunque en el total de licencias la federación de Madrid sigue aumentando, en la categoría sénior se han perdido cerca de 200 desde 1971, lo que se refleja en la disminución del número de equipos y la reducción a solo dos divisiones. De todos modos los clubs madrileños siguen siendo muy fuertes, y aunque en menor cantidad que los catalanes, siguen consiguiendo los títulos.

La liga de 1.ª división madrileña fue totalmente dominada por el Olímpico-64, que solo cedió un empate en 12 partidos, clasificándose para la fase de ascenso por cuarta vez. En esta ocasión el club madrileño consiguió su objetivo y se convirtió en el quinto club madrileño en categoría nacional. El Liceo Francés, que dos años atrás estaba en 3.ª división consiguió el subcampeonato, por delante del nuevo club TECA, resultante de la fusión de los equipos CD Telecomunicación y CD Caminos. Otra novedad fue la creación de un nuevo club de barrio, el Club de Rugby Carabanchel que resultó 5.º en la segunda división, y que aportaba un nuevo campo a las instalaciones de la federación. También en la Ciudad Universitaria de Madrid se estrenaba otro campo de rugby, el campo de Paraninfo, que se convertirá en un clásico del rugby madrileño.
| 1.ª División | 1.ª División                     | 1.ª División | 1.ª División | 1.ª División | 1.ª División | 1.ª División | 1.ª División | 1.ª División | 2.ª División | 2.ª División              | Juvenil | Juvenil                     |
| ------------ | -------------------------------- | ------------ | ------------ | ------------ | ------------ | ------------ | ------------ | ------------ | ------------ | ------------------------- | ------- | --------------------------- |
| 1.º          | Olímpico-64                      | 11           | 1            | 0            | 178          | 55           | 35           |              | 1.º          | Colegio Mayor Cisneros B  | 1.º     | Club Deportivo Arquitectura |
| 2.º          | Liceo Francés                    | 6            | 3            | 3            | 147          | 70           | 27           |              | 2.º          | Olímpico-64 B             | 2.º     | Olímpico-64                 |
| 3.º          | TECA Club de Rugby               | 7            | 0            | 5            | 144          | 127          | 26           |              | 3.º          | Ingenieros Industriales   | 3.º     | Santa María del Carmen      |
| 4.º          | CAU Madrid Rugby Club B          | 6            | 1            | 5            | 159          | 123          | 25           |              | 4.º          | TECA Club de Rugby B      | 4.º     | CAU Madrid Rugby Club       |
| 5.º          | Club Deportivo Arquitectura B    | 6            | 1            | 5            | 142          | 127          | 25           |              | 5.º          | Club de Rugby Carabanchel | 5.º     | Nuestra Señora del Pilar    |
| 6.º          | Colegio Mayor Antonio de Nebrija | 2            | 0            | 10           | 86           | 251          | 16           |              | 6.º          | Canoe Natación Club C     | 6.º     | Canoe Natación Club         |
| 7.º          | Colegio Mayor Chaminade          | 1            | 0            | 11           | 63           | 166          | 12           |              | 7.º          | Liceo Francés B           | 7.º     | Liceo Francés               |

##### Federación de Valladolid
Sede: Valladolid

Licencias: 750 (151 Senior, 220 Juvenil, 379 Infantil) incremento 35 %

11 clubs adscritos en 1 división sénior, 1 juvenil y 1 infantil.
Además de Valladolid, se unen a la federación equipos de Salamanca y Zamora, y de hecho el Sargento Pepper's Salamanca queda campeón de la liga. En Valladolid se promociona el rugby de base y a pesar de la escasez de equipos sénior la labor en categoría inferiores es enorme. Fruto de ese trabajo es la obtención del título nacional de juveniles por parte del  Colegio San José. La federación organiza habituales torneos de cadetes, infantiles, alevines e incluso benjamines, siendo en este aspecto uno de las pioneras de España.
| Valladolid | Valladolid                     | Juvenil | Juvenil                     |
| ---------- | ------------------------------ | ------- | --------------------------- |
| 1.º        | Sargento Pepper's Salamanca    | 1.º     | Colegio San José            |
| 2.º        | Colegio San José               | 2.º     | Unión Deportiva San Carlos  |
| 3.º        | Seminario Inglés de Valladolid | 3.º     | Sargento Pepper's Salamanca |
| 4.º        | Rehala-Bellavista              | 4.º     | Colegio El Salvador         |
| 5.º        | Zamora Hogar-2000              | 5.º     | Colegio Lourdes             |
|            |                                | 6.º     | Centro Cultural Valladolid  |
|            |                                | 7.º     | Olímpico Valladolid         |
|            |                                | 8.º     | Club Vernes                 |

#### Federaciones del Norte

##### Federación Asturiana
Sede: Gijón

Licencias: 588 (153 sénior, 187 juvenil, 248 infantil) Aumento 2,9 %

9 clubs en 1 división senior, 1 juvenil y 1 infantil
Continua sólido el rugby asturiano pese a la desaparición de algunos clubs. Para hacer la liga más competitiva se admitió a 3 equipos leoneses (Hispánica, Cultural y Veterinaria) para acompañar a los 4 clubs asturianos.

##### Federación de León
Sede: León, Licencias: 222 (90 Senior, 57 Juvenil, 75 infantil) incremento 91%

4 clubs adscritos
Los equipos de León se inscriben en la liga asturiana.

##### Federación Cántabra
Sede: Santander

Licencias: 261 (92 sénior, 169 infantil) aumento 9 %

8 clubes adscritos en 1 liga sénior y 1 infantil
Siguen en lento crecimiento con solo 4 clubes senior y sin juveniles, pero promocionando el rugby en campeonatos escolares de infantiles.
| Asturias-León | Asturias-León                | Juvenil Asturias | Juvenil Asturias        | Juvenil León | Juvenil León                 | Cantabria | Cantabria                      |
| ------------- | ---------------------------- | ---------------- | ----------------------- | ------------ | ---------------------------- | --------- | ------------------------------ |
| 1.º           | CAU Oviedo                   | 1.º              | Universidad Laboral     | 1.º          | C.M. Jesús Divino Pastor     | 1.º       | Instituto Torres-Quevedo       |
| 2.º           | C.D. Hispánica de León       | 2.º              | Fundación Revillagigedo | 2.º          | Cultural y Deportiva Leonesa | 2.º       | Independiente Rugby Club       |
| 3.º           | Cultural y Deportiva Leonesa | 3.º              | E.M. Industrial         | 3.º          | C.D. Hispánica de León       | 3.º       | Instituto J.M. Pereda          |
| 4.º           | Veterinaria de León          | 4.º              | Instituto Jovellanos    |              |                              | 4.º       | Facultad de Ciencias Santander |
| 5.º           | Real Sporting Gijón B        | 5.º              | Unilabor                |              |                              |           |                                |
| 6.º           | Grupo Cultural Covadonga     |                  |                         |              |                              |           |                                |
| 7.º           | Combinado-68/E.M.I.          |                  |                         |              |                              |           |                                |

#### Federaciones Vascas

##### Federación de Vizcaya
Sede: Bilbao

Licencias: 291 (214 sénior, 77 juvenil) incremento 14 %

11 clubes en 1 torneo sénior y 1 juvenil

No se pudo hacer una liga ya que las instalaciones de Derio estaban aún en construcción y no se terminaron hasta bien avanzada la temporada. La federación organizó un torneo de Primavera, pero no se admitieron equipos de Vizcaya en las competiciones nacionales.

##### Federación Vasco-Navarra
Sede: San Sebastián

Licencias:664 (279 Senior, 127 Juvenil, 258 infantil) Incremento 18 % 

10 clubes en 1 división sénior, 1 juvenil y 1 infantil
| Vasco-Navarra | Vasco-Navarra                         | Juvenil | Juvenil                     | Vizcaya | Vizcaya                    |
| ------------- | ------------------------------------- | ------- | --------------------------- | ------- | -------------------------- |
| 1.º           | Hernani Club de Rugby                 | 1.º     | Club Atlético San Sebastián | 1.º     | Bilbao Rugby Club          |
| 2.º           | Rugby Club Irún                       | 2.º     | Aldapeta Rugby Club         | 2.º     | CD Derecho de Bilbao       |
| 3.º           | Sociedad Deportiva Anoeta             | 3.º     | Hernani Club de Rugby       | 3.º     | Rugby Club Medicina Bilbao |
| 4.º           | Mondragon Club de Rugby               | 4.º     | Rugby Club Irún             | 4.º     | Industriales Bilbao        |
| 5.º           | Club Atlético San Sebastián B         | 5.º     | Sociedad Deportiva Anoeta   | 5.º     | Baracaldo Rugby Club       |
| 6.º           | Club Deportivo Aloña-Mendi            |         |                             | 6.º     | Sporting Bilbao Rugby Club |
| 7.º           | Club de Rugby Univ. de Navarra (CRUN) |         |                             | 7.º     | Basauri Rugby Club         |
| 8.º           | CM Larraona Pamplona                  |         |                             | 8.º     | CD Comercial de Deusto     |
|               |                                       |         |                             | 9.º     | Escuela de Informática     |
|               |                                       |         |                             | 10.º    | Filosofía Bilbao           |

#### Federaciones de Sur y Este

##### Federación Andaluza de Rugby
Sede: Sevilla

Licencias: 652 (240 sénior, 174 juvenil, 238 infantil) aumento 36  %

13 clubes adscritos 1 división senior, 1 juvenil, 1 infantil

##### Federación Valenciana
Sede: Valencia

Licencias: 956 (180 sénior, 195 juvenil, 83 cadete, 498 infantil) Incremento del 26,9 %

19 clubs en 1 división senior, 1 juvenil, 1 cadete y 1 infantil

##### Federación Aragonesa
Sede: Zaragoza

Licencias: 515 (92 sénior, 119 juvenil, 304 infantil) Incremento del 17 %

8 clubs en 1 campeonato senior y 1 juvenil
| Andaluza         | Andaluza                     | Valenciana         | Valenciana                   | Aragonesa | Aragonesa                    |
| ---------------- | ---------------------------- | ------------------ | ---------------------------- | --------- | ---------------------------- |
| 1.º              | Sevilla Club de Fútbol       | 1.º                | XÈ-15 EPLA                   | 1.º       | Club Deportivo Ciencias      |
| 2.º              | Real Betis Balompié          | 2.º                | Club Náutico de Cullera      | 2.º       | Aragón Rugby Club            |
| 3.º              | Club Medicina                | 3.º                | Valencia Rugby Club          | 3.º       | Club Deportivo Veterinaria B |
| 4.º              | Club Pineda                  | 4.º                | Tatami Rugby Club            | 4.º       | Club Deportivo Derecho       |
| 5.º              | C.D. Arquitectura B          | 5.º                | Escuela Estudios Mercantiles |           |                              |
| 6.º              | Ingenieros Industriales      | 6.º                | Moncada Rugby Club           |           |                              |
| 7.º              | Club Guadalete               | 7.º                | Betis Florida de Alicante    |           |                              |
|                  |                              | 8.º                | Elche Rugby Club             |           |                              |
|                  |                              | 9.º                | Orihuela Rugby Club          |           |                              |
| Andaluza Juvenil | Andaluza Juvenil             | Valenciana Juvenil | Valenciana Juvenil           |           |                              |
| 1.º              | Sevilla Club de Fútbol       | 1.º                | Valencia Rugby Club          |           |                              |
| 2.º              | Club Guadalete               | 2.º                | Club de Rugby Les Abelles    |           |                              |
| 3.º              | C.D. Arquitectura B          | 3.º                | XÈ-15 EPLA                   |           |                              |
| 4.º              | S.Trinidad                   | 4.º                | Tatami Rugby Club            |           |                              |
| 5.º              | Real Betis Balompié          | 5.º                | INEM Sorolla                 |           |                              |
| 6.º              | Club de Rugby Divina Pastora | 6.º                | Club Náutico de Cullera      |           |                              |
|                  |                              | 7.º                | Tabernes Rugby Club          |           |                              |

## Competiciones internacionales

### VIIIª Copa de Naciones F.I.R.A. (Senior 1.ª División)
España participaba por primera vez en el Grupo A (1.ª categoría) con el objetivo de conseguir la permanencia, lo que consiguió en su primer partido, venciendo a Marruecos en Casablanca.de todos modos, posteriormente se decidió que no habría descensos para aumentar a 5 los equipos en la copa del año siguiente. En abril viajaba a Constanza para enfrentarse a la difícil selección de Rumania, perdiendo el encuentro contra los balcánicos. El último encuentro sería contra el equipo B de Francia en Barcelona, y en un magnífico encuentro de los españoles, los galos ganaron por tan solo 7 puntos (23-30).

#### Resultados
| Ciudad     | Fecha      | Local     | Resultado | Visitante |
| ---------- | ---------- | --------- | --------- | --------- |
| Constanza  | 26-11-1972 | Rumania   | 6-15      | Francia B |
| Casablanca | 3-03-1973  | Marruecos | 6-73      | Francia B |
| Casablanca | 11-03-1973 | Marruecos | 9-20      | España    |
| Constanza  | 14-4-1973  | Rumania   | 16-3      | España    |
| Bucarest   | 22-04-1973 | Rumania   | 69-9      | Marruecos |
| Barcelona  | 30-06-1973 | España    | 23-30     | Francia B |

#### Clasificación
| Puesto | Selección | Partidos | Partidos | Partidos  | Partidos | Puntos  | Puntos    | Puntos | Tabla de puntos |
| Puesto | Selección | Jugados  | Ganados  | Empatados | Perdidos | A favor | En contra | dif.   | Tabla de puntos |
| ------ | --------- | -------- | -------- | --------- | -------- | ------- | --------- | ------ | --------------- |
| 1      | Francia   | 3        | 3        | 0         | 0        | 118     | 35        | 83     | 9               |
| 2      | Rumania   | 3        | 2        | 0         | 1        | 91      | 37        | 54     | 7               |
| 3      | España    | 3        | 1        | 0         | 2        | 56      | 55        | 1      | 5               |
| 4      | Marruecos | 3        | 0        | 0         | 3        | 24      | 162       | -138   | 3               |

| Bandera de Francia |
| Campeón Francia    |
| Duodécimo título   |